# بخش گواویره
شهرستان گواویره (به اسپانیایی: Guaviare Department) یک سکونتگاه مسکونی در کلمبیا است که در کلمبیا واقع شده‌است.

## خصوصیات
شهرستان گواویره ۵۳٬۴۶۰ کیلومترمربع مساحت و ۱۰۷٬۹۳۴ نفر جمعیت دارد.